# NGC 1700
NGC 1700 ist eine Elliptische Galaxie vom Hubble-Typ E4 im Sternbild Eridanus am Südsternhimmel. Sie ist rund 170 Millionen Lichtjahre von der Milchstraße entfernt und hat einen Durchmesser von etwa 170.000 Lichtjahren. Vermutlich bildet sie mit NGC 1699 ein gravitativ gebundenes Galaxienpaar. Zusammen mit sechs weiteren Galaxien bildet sie die Galaxiengruppe LGG 123. 
Das Objekt wurde am  5. Oktober 1785 von deutsch-britischen Astronomen Wilhelm Herschel entdeckt.

## NGC 1700-Gruppe (LGG 123)
| Galaxie   | Alternativname | Entfernung / Mio. Lj |
| --------- | -------------- | -------------------- |
| NGC 1700  | PGC 16386      | 170                  |
| NGC 1729  | PGC 16529      | 158                  |
| NGC 1741  | PGC 16574      | 176                  |
| IC 399    | PGC 16582      | 174                  |
| IC 2102   | PGC 16197      | 158                  |
| PGC 16570 |                | 181                  |
| PGC 16573 |                | 175                  |